# Crocus flavus
Espèce
Classification phylogénétique
Synonymes
- Crocus luteus Lam.[2]
- Crocus aureus Sm.

Crocus flavus, aussi appelé Crocus jaune néerlandais ou crocus des neiges, est une espèce de plantes à fleurs de la famille des Iridaceae et du genre Crocus. Il pousse à l'état sauvage sur les pentes de la Grèce, de l'ex-Yougoslavie, de la Bulgarie, de la Roumanie, du nord-ouest de la Turquie, et du Liban, avec des fleurs orange jaune orangé vif parfumées. C'est un petit crocus (5 à 6 cm), malgré les noms de certains cultivars, comparé aux crocus hollandais géants (C. vernus). Ses cultivars sont utilisés comme plantes ornementales. L'épithète spécifique latin flavus signifie « jaune ».

## Description
Crocus flavus est un géophyte herbacé vivace poussant à partir d'un corme. Les bulbes en forme de globe sont relativement grands pour une espèce de crocus et les tuniques ont des fibres parallèles. Le nombre de chromosomes est de 2N = 8 avec 11 chromosomes B.
Sous-espèces :
- Crocus flavus subsp. dissectus T.Baytop & B.Mathew - ouest de la Turquie
- Crocus flavus subsp. flavus - Grèce, Turquie, Balkans ; naturalisé en Utah
- Crocus flavus subsp. sarichinarensis Rukšans - Turquie

## Culture
Crocus flavus se naturalise bien dans les jardins, a échappé à la culture et s'est naturalisé dans l'État américain de l'Arkansas. La majorité des plantes cultivées dans les jardins sont des  triploïdes qui ne produisent pas de graines et se multiplient par voie végétative. L'espèce a été hybridée avec d'autres espèces de crocus pour produire un certain nombre d'autres cultivars. Les cultivars comprennent Crocus flavus 'Grosser Gelber', avec de grandes fleurs jaune orangé.

## Galerie

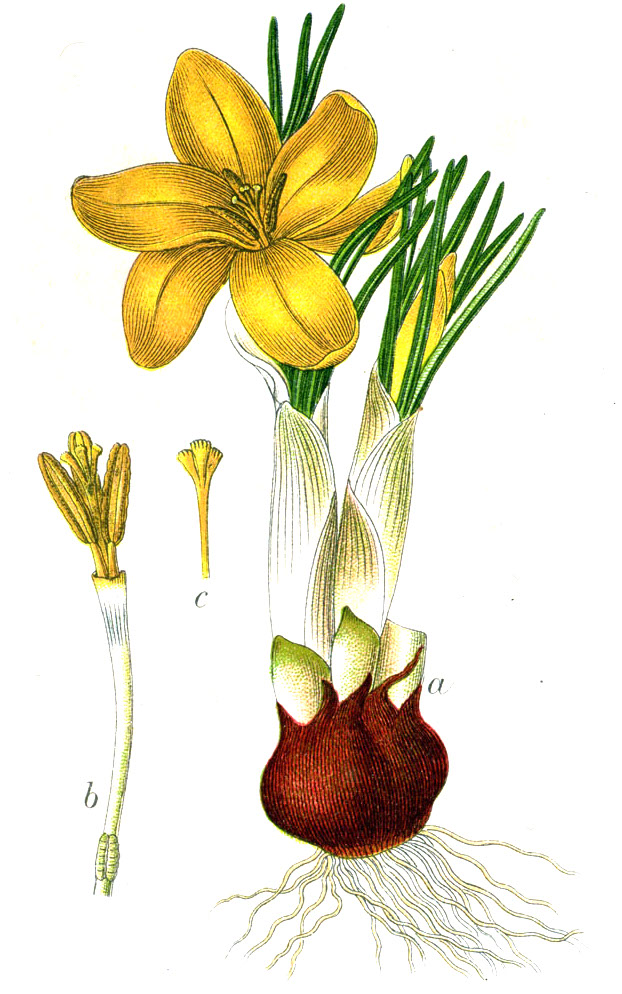
Illustration de Deutschlands Flora in Abbildungen.
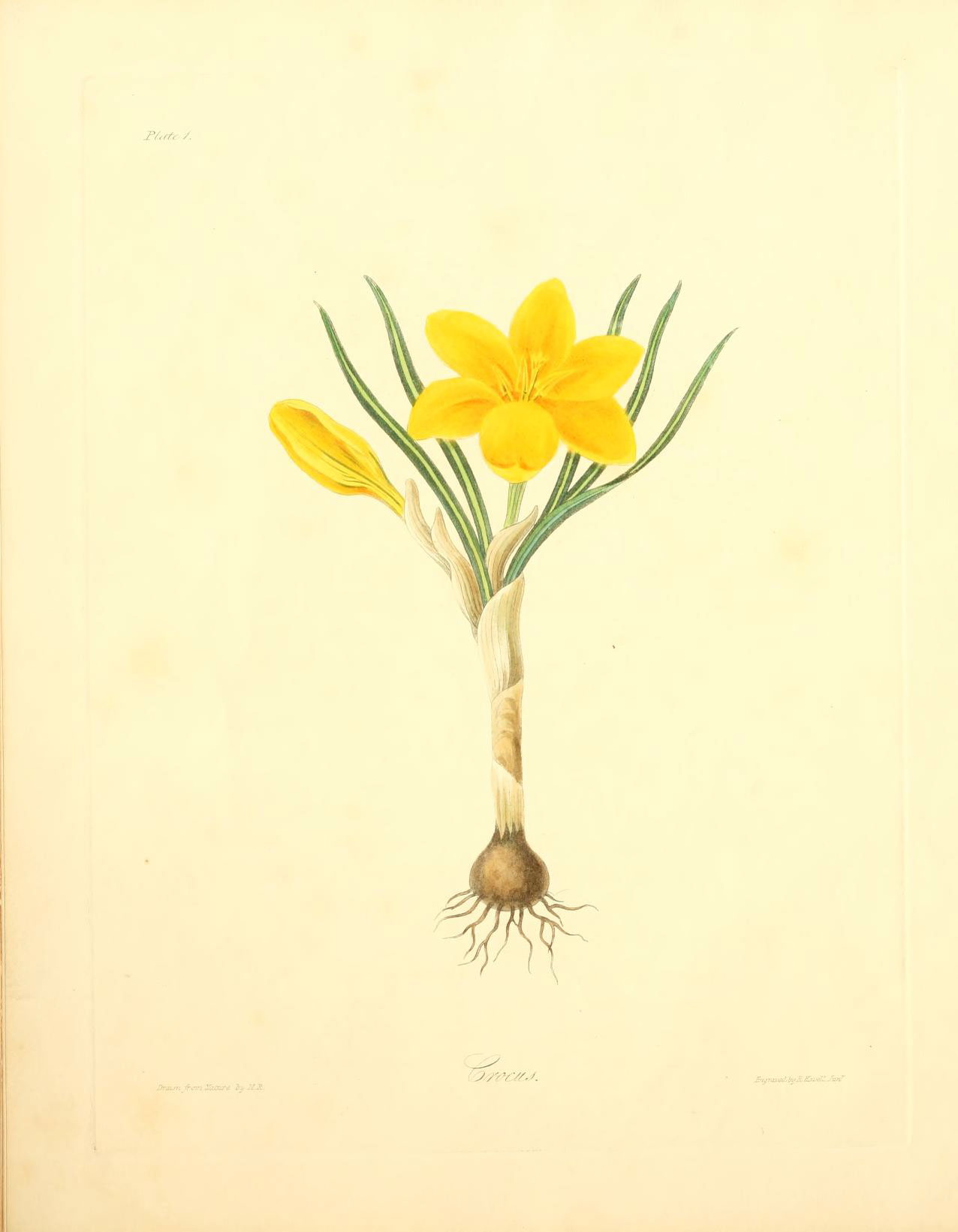
Illustration de Margaret Roscoe.
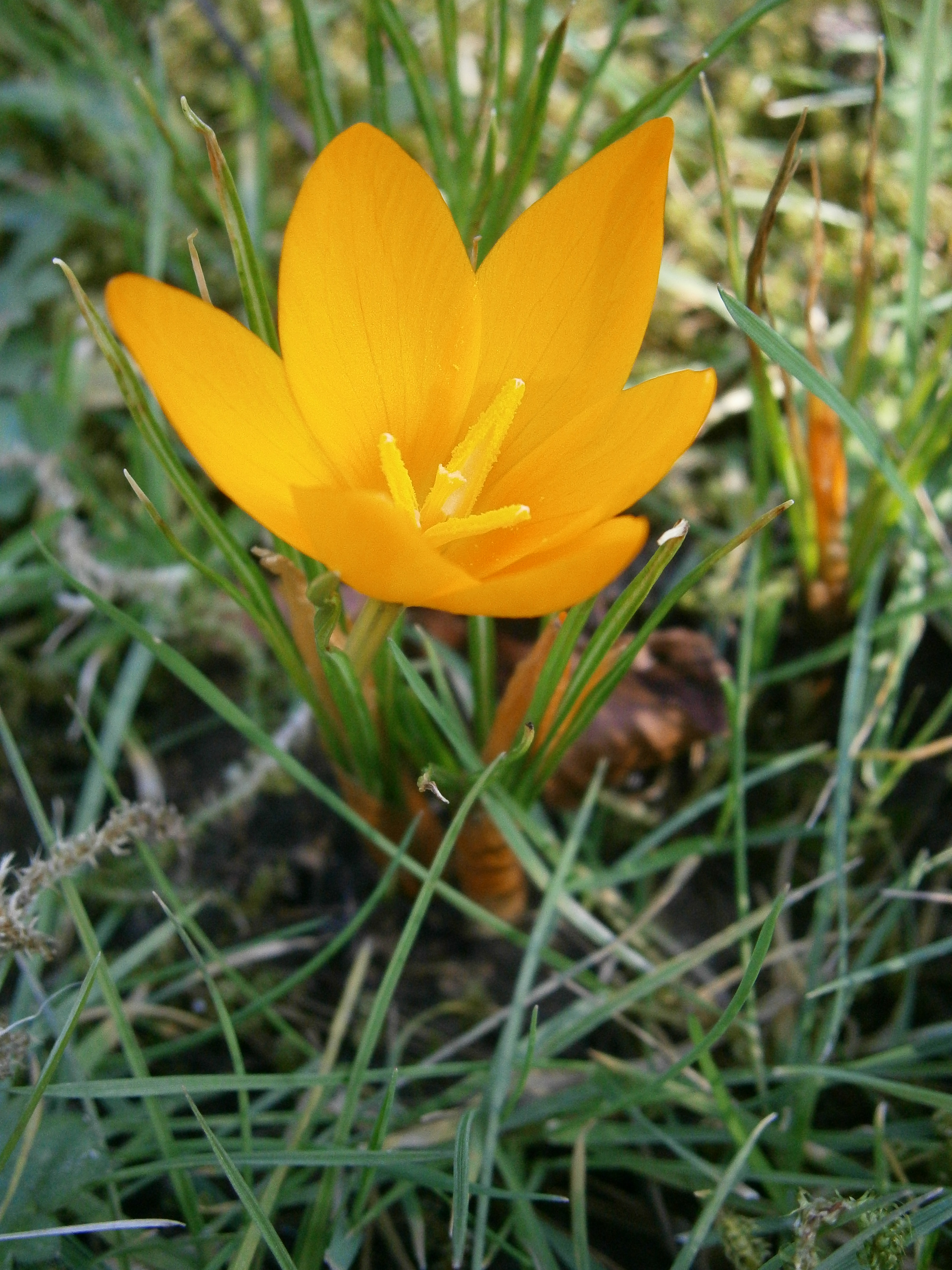
Crocus flavus subsp. flavus.